# Neocirolana tayronae
Neocirolana tayronae là một loài chân đều trong họ Cirolanidae. Loài này được Müller miêu tả khoa học năm 1993.